# 한울초등학교 (경기)
한울초등학교는 대한민국 경기도 화성시에 있는 공립 초등학교이다.

## 연혁
- 2008년 1월 7일 한울초등학교 설립 인가(경기도 조례 제3700호)
- 2008년 9월 1일 한울초등학교 개교(6학급)
- 2008년 9월 1일 초대 박대희 교장 부임
- 2008년 10월 15일 한울초등학교 개교기념식 거행
- 2008년 12월 1일 9학급 편성
- 2009년 2월 18일 제1회 졸업식
- 2009년 3월 1일 수학교육 시범학교 (도지정)
- 2009년 3월 2일 17학급 편성
- 2009년 9월 1일 19학급 편성
- 2009년 9월 1일 특수학급 개설
- 2009년 9월 9일 도서관 리모델링
- 2009년 11월 11일 20학급 편성
- 2010년 2월 12일 제2회 졸업식
- 2010년 3월 1일 29학급 편성
- 2010년 3월 18일 제3기 학교운영위원회 구성
- 2010년 6월 4일 제7회 학생예능경연대회 우수교 표창
- 2010년 6월 31일 2010 상반기 확인 장학 우수교 표창(교육감)
- 2010년 7월 5일 교사행정업무경감 우수교 표창(교육감)

- 2010년 9월 8일 경기도교육청지정 수학교육시범학교운영보고
- 2011년 2월 16일 제3회 졸업식
- 2011년 3월 1일 37학급 편성(특수 1학급)
- 2011년 3월 1일 경기도교육청 지정 음악교과특성화학교 운영
- 2011년 3월 1일 경기도교육청 지정 자율체육교실 운영
- 2011년 9월 1일 제2대 김남호 교장 부임
- 2012년 2월 15일 제4회 졸업식
- 2012년 3월 1일 37학급 편성(특수 1학급)
- 2012년 3월 1일 경기도교육청 지정 음악교과특성화학교 운영
- 2012년 6월 13일 학생예능경연대회 기악중주 부문 최우수
- 2012년 10월 27일 제6회 학교스포츠클럽플로어볼 대회 경기도 준우승
- 2012년 11월 22일 학교스포츠 클럽 활성화 유공학교 교육감 표창
- 2012년 12월 24일 학교급식운영 우수학교 교육감 표창
- 2012년 12월 31일 학력향상목표관리제 우수학교 교육장 표창
- 2013년 2월 15일 제5회 졸업식
- 2013년 3월 1일 37학급 편성(특수 1학급)
- 2013년 3월 1일 제3대 천창혁 교장 부임
- 2013년 7월 1일 별관 교실 증축 준공(일반 10실, 특별 3실)
- 2013년 7월 1일 45학급 편성(특수 1학급)
- 2013년 10월 26일 학교스포츠클럽 배드민턴(남초) 경기도 대회 준우승
- 2014년 2월 14일 제6회 졸업식
- 2014년 3월 1일 51학급 편성(특수 1학급)
- 2014년 3월 1일 경기도 혁신학교 준비교 지정
- 2014년 3월 1일 2014년 화성 창의지성 교육도시 모델학교 지정
- 2014년 3월 1일 2014년 예절체험학습장 지정(도지정)
- 2014년 4월 28일 화성문화원 MOU 체결
- 2014년 9월 1일 경기도 혁신학교 지정
- 2014년 9월 25일 2014년 하반기 화성학부모아카데미 운영
- 2014년 10월 8일 혁신학교 개방의 날 운영
- 2014년 11월 12일 제1회 학교장배 참,꿈,힘 교내 배드민턴 대회
- 2014년 12월 29일 소규모 교육환경개선사업-증축교실
- 2015년 2월 13일 제7회 졸업식
- 2015년 3월 1일 53학급 편성(특수 1학급)
- 2016년 2월 16일 제8회 졸업식
- 2016년 3월 1일 56학급 편성(특수 1학급, 특별 1학급)
- 2017년 2월 10일 제9회 졸업식
- 2017년 3월 28일 화성소방서 MOU 체결
- 2017년 6월 12일 마음빛심리상담센터와의 MOU 체결
- 2018년 2월 9일 제10회 졸업식
- 2018년 3월 1일 57학급 편성(특수 2학급, 특별 1학급)
- 2019년 3월 1일 제5대 최재환 교장 부임
- 2020년 1월 9일 제12회 졸업식
- 2021년 1월 14일 제13회 졸업식
- 2021년 3월 1일 55학급 편성(특수 2학급, 특별 1학급)
- 2021년 3월 1일 인구교육 선도학교 지정